# Długołęka (województwo świętokrzyskie)
Długołęka – wieś w Polsce położona w województwie świętokrzyskim, w powiecie staszowskim, w gminie Osiek.
| SIMC    | Nazwa            | Rodzaj    |
| ------- | ---------------- | --------- |
| 0993225 | Otoka Gągolińska | część wsi |

Wierni Kościoła rzymskokatolickiego należą do parafii św. Stanisława w Osieku.
W latach 1975–1998 miejscowość administracyjnie należała do województwa tarnobrzeskiego.

## Historia
Pierwsza wzmianka o Długołęce pochodzi z czasów Joannisa Długosza, wtedy to według jego Liber Beneficiorum... (1470–1480) leżała ona w parafii Osiek. Jako własność królewska (tzw. królewszczyzna); w której są łany kmiecie, jak i karczma oraz ogrodziarze, czyli zagrodnicy na czynszu. Z tego wszystkiego płaci się i odprowadza dziesięcinę snopową, a w ½ konopną na rzecz kościoła w Osieku (jednak nie podano jej wartości kwotowo). Niemniej jednak ze względu na częste wylewy Wisły (powodzie) zastosowano opust/bonifikatę do 2 garści konopi, w stosunku do dziesięciny konopnej. Takoż znajduje się tu jeszcze folwark, czy inna parcela gruntowa.

Archidiaconatus Sandomiriensis. (...) Ecclesia parochialis Sancti Pauli extra muros Sandomirienses. (...) Parochia O S S Y E K.
Długołęka, villa sub parochial de Osiek. (...) alias Dluga Lanka, Dluga Ląnka, Dluga Łąka (Długołęka) villa...
DLUGA LANKA, villa sub parochia ecclesiae de O s s y e k sita, cuius proprietas ad serenissimum Poloniae regem pertinet. In qua sunt lanei cmethonales, item tabernae, item hortulaniae, de quibus omnibus solvitur et conducitur decima manipularis, et per duas tantummodo iuncturas canapalis, pro ecclesia in O s s y e k, et valor eius aestimatur ad...; canapalis autem decima propter alluviones V i s l a e, tantummodo de duabus iuncturis solvitur; item praedium...
(...) Villae parochiales: oppidum O s s y e k, D l u g a L ą n k a.

Joannis Długosz, Liber beneficiorum dioecesis Cracoviensis, tomus II.

W 1578 roku wieś Dluga łąka (Długołęka), nadal jest wsią królewską z 26 osadnikami na 14 łanach powierzchni, nadto ma 2 sołtysów (z łanami własnymi), 4 biedaków (czyli komorników bez bydła) i 4 rzemieślników.

II. Palatinatus Sandomiriensis. 1. Districtus Sandomiriensis an. 1578. Par. Osziek.
Dluga łąka, regalis, col. 26 in lan 14, scultet. 2, inq. paup. 4, art. 4.

Adolf Pawiński, Małopolska, t. III.

Wieś wymieniana w Słowniku geograficznym Królestwa Polskiego i innych krajów słowiańskich w dwóch tomach pod koniec XIX wieku i na początku XX wieku.

DŁUGOŁĘKA, wieś nad rzeką Wisłą, powiat sandomirski, gmina i parafia Osiek. W 1827 roku liczyła 58 domów, 230 mieszkańców; obecnie (tj. w 1880 roku) liczy 44 domy, 348 mieszkańców i 503 morgi ziemi włościańskiej. Odległość od Sandomierza 29 wiorst.

Słownik geograficzny Królestwa Polskiego..., t. II

DŁUGA ŁĄKA, obacz Długołęka.
DŁUGOŁĘKA (alias DŁUGA ŁĄKA), w dokumentach Dlugolanca, wieś nad Wisłą, powiat sandomierski, parafia Osiek. W roku 1360 Kazimierz król nadaje „Wenceslao clavigero nostro in Ossek et Johanni fratri ejus” wieś nową, w lesie królewskim, między Osiekiem a Swiniarami, zwaną „Dlugolanca”, dla osadzenia na prawie średzkim. Po 20 latach wolności płacić będą osadnicy po fertonie czynszu (Kodex Małopolski, III, 141). W połowie XV wieku wieś królewska, daje dziesięcinę do Osieka (Liber Beneficiorum, II, 322). W regestrze poborowych z 1578 wieś Długa Łąka płaci od 26 osadników na 14 łanach, 2 łanach sołtysich, 4 ubogich, 4 rzemieślników.

Słownik geograficzny Królestwa Polskiego..., t. XV, cz. I.

W 1886 roku parafia Osiek należy do dekanatu sandomierskiego i liczy 3 895 dusz. Z kolei ówczesna gmina Osiek, z urzędem we wsi Osieczko, miała 6 070 mieszkańców (w tym, aż 39,9% pochodzenia żydowskiego, tj. 539 żydów) i 17 916 mórg rozległości ogółem (w tym ziemi dworskiej 6 525 mórg). Sądem okręgowym dla gminy był III Sąd Okręgowy w Łoniowie; z kolei stacya pocztowa znajdowała się w Staszowie. W skład gminy wchodziły jeszcze takie oto wioski: Bukowa, Dzięki, Łęg, Osieczko, Osiek, Pliskowola, Strzegom i Suchowola.
Współcześnie w ujęciu Piotra Barańskiego w jego książce Miasto i Gmina Osiek z 1999 roku.

W gminie. (...) Długołęka.
Nazwa wsi pochodzi od „Długie Łęgi” czyli łąki. Wieś na przedpolu przeprawy na Wiśle.
Pierwsza wzmianka o tej miejscowości pochodzi z 1467 roku. informuje ona że, sołectwo w Długołęce należało do Stanisława Domalca i Prokowa, mieszkańców Osieka. Potwierdza przynależność Długołęki do parafii Osiek rejestr podatkowy z 1629 roku. Dokumenty świadczą o istnieniu dobrze zorganizowanej, samorządnej wioski, należącej do dóbr królewskich, a w okresie zaborów do donacji Pogodina. Wioska wegetowała przez całe XIX stulecie. Brak było drogi umożliwiającej dojazd do Osieka. Ożywienie nastąpiło po II wojnie. W latach 70 i 80, wybudowano nową drogę i dzięki pracy w przemyśle zmienił się wygląd wsi. W latach 50 wybudowano nową szkołę, a w latach 90 kaplicę i obszerny budynek Ochotniczej Straży Pożarnej. Do upraw podstawowych i hodowli dochodzi obecnie przeobrażanie upraw tradycyjnych, na rzecz gospodarki sadowniczej.

Piotr Barański, Miasto i Gmina Osiek.

## Demografia
Współczesna struktura demograficzna wioski Długołęka na podstawie danych z lat 1995-2009 według roczników GUS, z prezentacją danych z 2002 roku:

| WYSZCZEGÓLNIENIE | WYSZCZEGÓLNIENIE | WYSZCZEGÓLNIENIE | WYSZCZEGÓLNIENIE | WYSZCZEGÓLNIENIE | J. m.       | POPULACJA MIESZKAŃCÓW (w przedziałach wiekowych w 2002 roku) | POPULACJA MIESZKAŃCÓW (w przedziałach wiekowych w 2002 roku) | POPULACJA MIESZKAŃCÓW (w przedziałach wiekowych w 2002 roku) | POPULACJA MIESZKAŃCÓW (w przedziałach wiekowych w 2002 roku) | POPULACJA MIESZKAŃCÓW (w przedziałach wiekowych w 2002 roku) | POPULACJA MIESZKAŃCÓW (w przedziałach wiekowych w 2002 roku) | POPULACJA MIESZKAŃCÓW (w przedziałach wiekowych w 2002 roku) | POPULACJA MIESZKAŃCÓW (w przedziałach wiekowych w 2002 roku) | POPULACJA MIESZKAŃCÓW (w przedziałach wiekowych w 2002 roku) | POPULACJA MIESZKAŃCÓW (w przedziałach wiekowych w 2002 roku) |
| WYSZCZEGÓLNIENIE | WYSZCZEGÓLNIENIE | WYSZCZEGÓLNIENIE | WYSZCZEGÓLNIENIE | WYSZCZEGÓLNIENIE | J. m.       | OGÓŁEM                                                       | 0-9                                                          | 10-19                                                        | 20-29                                                        | 30-39                                                        | 40-49                                                        | 50-59                                                        | 60-69                                                        | 70-79                                                        | 80+                                                          |
| ---------------- | ---------------- | ---------------- | ---------------- | ---------------- | ----------- | ------------------------------------------------------------ | ------------------------------------------------------------ | ------------------------------------------------------------ | ------------------------------------------------------------ | ------------------------------------------------------------ | ------------------------------------------------------------ | ------------------------------------------------------------ | ------------------------------------------------------------ | ------------------------------------------------------------ | ------------------------------------------------------------ |
| I.               | OGÓŁEM           | OGÓŁEM           | OGÓŁEM           | OGÓŁEM           | os.         | 326                                                          | 41                                                           | 49                                                           | 56                                                           | 36                                                           | 32                                                           | 50                                                           | 26                                                           | 26                                                           | 10                                                           |
| I.               | –                | odsetek          | odsetek          | odsetek          | %           | 100                                                          | 12,6                                                         | 15,1                                                         | 17,2                                                         | 11                                                           | 9,8                                                          | 15,3                                                         | 8                                                            | 8                                                            | 3                                                            |
| I.               | 1.               | WEDŁUG PŁCI      | WEDŁUG PŁCI      | WEDŁUG PŁCI      | WEDŁUG PŁCI | WEDŁUG PŁCI                                                  | WEDŁUG PŁCI                                                  | WEDŁUG PŁCI                                                  | WEDŁUG PŁCI                                                  | WEDŁUG PŁCI                                                  | WEDŁUG PŁCI                                                  | WEDŁUG PŁCI                                                  | WEDŁUG PŁCI                                                  | WEDŁUG PŁCI                                                  | WEDŁUG PŁCI                                                  |
| I.               | 1.               | A.               | Mężczyzn         | Mężczyzn         | os.         | 155                                                          | 17                                                           | 25                                                           | 28                                                           | 19                                                           | 17                                                           | 22                                                           | 13                                                           | 10                                                           | 4                                                            |
| I.               | 1.               | A.               | –                | odsetek          | %           | 47,5                                                         | 5,2                                                          | 7,7                                                          | 8,6                                                          | 5,8                                                          | 5,2                                                          | 6,7                                                          | 4                                                            | 3,1                                                          | 1,2                                                          |
| I.               | 1.               | B.               | Kobiet           | Kobiet           | os.         | 171                                                          | 24                                                           | 24                                                           | 28                                                           | 17                                                           | 15                                                           | 28                                                           | 13                                                           | 16                                                           | 6                                                            |
| I.               | 1.               | B.               | –                | odsetek          | %           | 52,5                                                         | 7,4                                                          | 7,4                                                          | 8,6                                                          | 5,2                                                          | 4,6                                                          | 8,6                                                          | 4                                                            | 4,9                                                          | 1,8                                                          |

Rysunek 1.1 Piramida populacji – struktura płci i wieku wioski
| I. | OGÓŁEM | OGÓŁEM  | OGÓŁEM            | OGÓŁEM            | OGÓŁEM            | os.     | 326     | 155     | 171     |         |         |         |         |         |         |         |         |         |         |         |
| I. | –      | odsetek | odsetek           | odsetek           | odsetek           | %       | 100     | 47,5    | 52,5    |         |         |         |         |         |         |         |         |         |         |         |
| I. | 1.     | W WIEKU | W WIEKU           | W WIEKU           | W WIEKU           | W WIEKU | W WIEKU | W WIEKU | W WIEKU | W WIEKU | W WIEKU | W WIEKU | W WIEKU | W WIEKU | W WIEKU | W WIEKU | W WIEKU | W WIEKU | W WIEKU | W WIEKU |
| I. | 1.     | A.      | Przedprodukcyjnym | Przedprodukcyjnym | Przedprodukcyjnym | os.     | 79      | 37      | 42      |         |         |         |         |         |         |         |         |         |         |         |
| I. | 1.     | A.      | –                 | odsetek           | odsetek           | %       | 24,2    | 11,3    | 12,9    |         |         |         |         |         |         |         |         |         |         |         |
| I. | 1.     | B.      | Produkcyjnym      | Produkcyjnym      | Produkcyjnym      | os.     | 192     | 98      | 94      |         |         |         |         |         |         |         |         |         |         |         |
| I. | 1.     | B.      | –                 | odsetek           | odsetek           | %       | 58,9    | 30,1    | 28,8    |         |         |         |         |         |         |         |         |         |         |         |
| I. | 1.     | B.      | a.                | mobilnym          | mobilnym          | os.     | 117     | 60      | 57      |         |         |         |         |         |         |         |         |         |         |         |
| I. | 1.     | B.      | a.                | –                 | odsetek           | %       | 35,9    | 18,4    | 17,5    |         |         |         |         |         |         |         |         |         |         |         |
| I. | 1.     | B.      | b.                | niemobilnym       | niemobilnym       | os.     | 75      | 38      | 37      |         |         |         |         |         |         |         |         |         |         |         |
| I. | 1.     | B.      | b.                | –                 | odsetek           | %       | 23      | 11,7    | 11,3    |         |         |         |         |         |         |         |         |         |         |         |
| I. | 1.     | C.      | Poprodukcyjnym    | Poprodukcyjnym    | Poprodukcyjnym    | os.     | 55      | 20      | 35      |         |         |         |         |         |         |         |         |         |         |         |
| I. | 1.     | C.      | –                 | odsetek           | odsetek           | %       | 16,9    | 6,1     | 10,8    |         |         |         |         |         |         |         |         |         |         |         |

## Geografia
W XIX-wiecznej Długołęce umiejscowione było małe jeziorko Gaj – znane nam z oryginalnego opisu Ludwika Wolskiego z 1851 roku.

Jeziora w Królestwie Polskiém. (...) Jeziora Gubernii Radomskiéj. (...) Powiat Sandomierski.
Wszystkie jeziora powiatu tego leżą nad samą rzeką Wisłą lub w niewielkiéj od niéj odległości.
(...) W gminie Osiek znajdujemy pięć jezior: dwa we wsi Osieczko, nazwane Białe i Skopaniec, we wsi Łęk nazwane Brzeźnica, w Osieku Bania, we wsi Długołęka Gaj.
(...) Nareszcie jezioro Gaj, położone jest na płaszczyźnie rozlegléj, w miejscu otwartém, wśród gruntów urodzajnych; obszerne półtora morga, głębokie stóp 6. Woda do niego nie wpada, odchodzi zaś do jeziora w dobrach Swiniary znajdującego się, a zatém po ulewnych deszczach i roztopach śniegów woda nie wznosi się. Podziemnéj kommunikacyi i źródeł mineralnych nie ma. Woda czysta, słodka, bez żadnego odoru, po brzegach nieco zarosła trzciną i szuwarami. Z ryb poławiają się szczupaki, okunie, liny, karpie, karasie i płotki; dochód przecież z połowu ich zbyt mały. Spławy nie istnieją.
(...) Z wyliczenia takowego wypada, że w gubernii radomskiéj jest w ogóle jezior 59, rozległość ich włók 15, morgów 27; w tym: w powiecie sandomierskim jezior 31, rozległość ich włók 11, morgów 7. Wszystko to są jeziora mniejszéj wielkości; największe z nich Kozłowy dół ma obszerności morgów 70, po nim idzie Krzcińskie – morgów 50, daléj Słoniawa i Przewłockie po morgów 30; inne coraz mniejsze.

Ludwik Wolski, Biblioteka Warszawska. Pismo poświęcone naukom, sztukom i przemysłowi, t. I.

Wieś Długołęka położona jest 14,6 km na zachód, południowy zachód od Tarnobrzega; 18,2 km na wschód, północny wschód od Połańca; 21 km na zachód, północny zachód od Nowej Dęby i 24 km na wschód od Staszowa leżąc na wysokości 149 m n.p.m.

## Dawne części wsi – obiekty fizjograficzne
W latach 70. XX wieku przyporządkowano i opracowano spis lokalnych części integralnych dla Długołęki zawarty w tabeli 1.

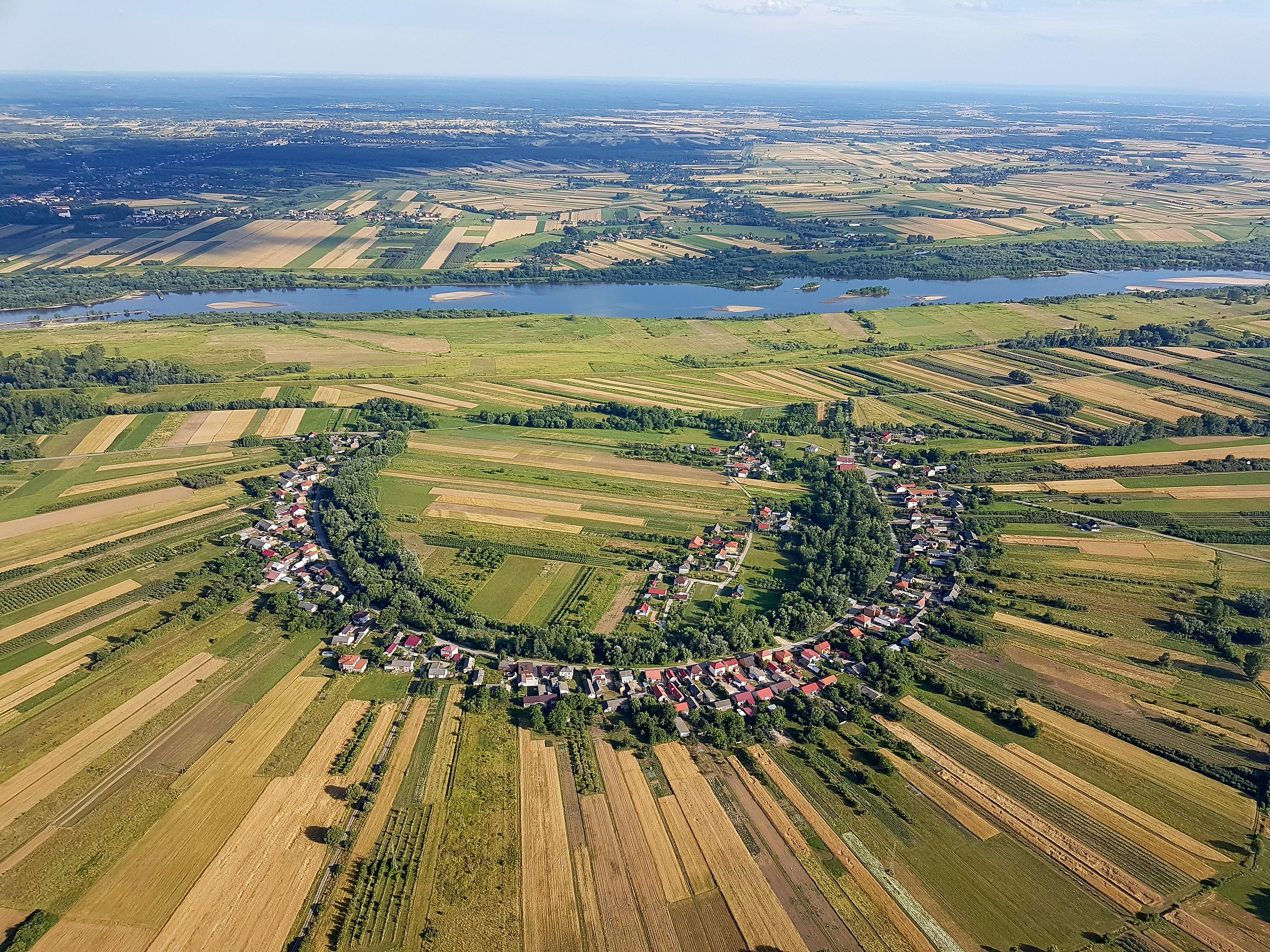
Zdjęcie lotnicze miejscowości Długołęka

| Nazwa wsi – miasta | Nazwy części wsi – miasta       | Nazwy obiektów fizjograficznych – charakter obiektu |
| ------------------ | ------------------------------- | --- |
| I. Gromada OSIEK   |                                 | |
| 1. Długołęka       | 1. Otoczyna 2. Otoka Gągolińska | 1. Błonie – pole 2. Długołęckie – pole 3. Dodawki – pole, łąka, nieużytki 4. Karczma – staw 5. Kępa – łąka, krzaki 6. Kowalówka – pole 7. Olszyny – łąka, krzaki, nieużytki 8. Otockie – pole 9. Plewiny – pole 10. Żabieniec – łąka |